# Gisilia
Gisilia ist eine Gattung von Schmetterlingen aus der Familie der Prachtfalter (Cosmopterigidae).

## Merkmale
Der Kopf der Falter ist anliegend beschuppt. Die Fühler sind 2/3 so lang wie die Vorderflügel. Der Rüssel ist mäßig lang und an der Basis beschuppt. Das Fühlerbasisglied (Scapus) weitet sich distal leicht. Die Labialpalpen sind zylindrisch und nach oben gebogen. Die Vorderflügel sind lanzettlich und haben manchmal zwei unvollständige Binden und vor dem Apex zwei gegenüberliegende Flecke. Die Hinterflügel sind sehr schmal und etwa ein Drittel so breit wie die Vorderflügel.
Bei den Männchen fehlt der Uncus, das Tegumen ist sehr kurz und schmal dreieckig. Die Valven sind asymmetrisch in zwei Loben geteilt. Sie haben eine unterschiedliche Form und sind distal mit groben Borsten besetzt. Das Vinculum ist bandförmig. Der Aedeagus ist lang und sklerotisiert, Cornuti sind nicht vorhanden.
Bei den Weibchen sind die Papillae anales verschmolzen und sklerotisiert. Die Apophysen sind lang und kräftig, beide Paare sind gleich lang. Das Ostium ist groß und am Vorderrand des siebenten Sternit nach links versetzt angeordnet. Die Genitalplatte ist komplex und am Ostium mit einer Anzahl gebogener und stark sklerotisierter Falten versehen. Der Ductus bursae ist membranös und gelegentlich mit einem sklerotisierten inneren Band versehen. Das Corpus bursae ist entweder membranös oder er hat eine feine netzartige Struktur. Das Signum ist zahnförmig.

## Verbreitung
Die Vertreter der Gattung sind im Mittelmeerraum, in Afrika und vom Nahen Osten bis Pakistan und Indien verbreitet.

## Biologie
Über die Biologie der Arten ist wenig bekannt. Die Raupen einer Art wurde an Akazien (Acacia) gefunden.

## Systematik
Die Typusart der Gattung ist Ascalenia stereodoxa Meyrick, 1925. In Europa kommen zwei Arten, Gisilia lerautella und Gisilia stereodoxa, vor.
- Gisilia alfieriella (Rebel, 1927)[4]
- Gisilia antidesma (Meyrick, 1913)[4]
- Gisilia cardinata (Meyrick, 1918)[4]
- Gisilia conformata (Meyrick, 1921)[4]
- Gisilia gielisi Koster, 2010[5]
- Gisilia lerautella Gibeaux, 1986[6]
- Gisilia meyi Sinev, 2007[4]
- Gisilia stagnans (Meyrick, 1921)[4]
- Gisilia stereodoxa (Meyrick, 1925)[1]
- Gisilia subcrocea (Meyrick, 1923)

## Belege
1. 1 2 3 4 5 6 7  J. C. Koster, S. Yu. Sinev: Momphidae, Batrachedridae, Stathmopodidae, Agonoxenidae, Cosmopterigidae, Chrysopeleiidae. In: P. Huemer, O. Karsholt, L. Lyneborg (Hrsg.): Microlepidoptera of Europe. 1. Auflage. Band 5. Apollo Books, Stenstrup 2003, ISBN 87-88757-66-8, S. 188 (englisch).
2. 1 2  Friedrich Kasy (1968): Ergebnisse der zoologischen Nubien-Expedition 1962. Teil XXXV. Annalen des Naturhistorischen Museums Wien 72: S. 497–525 (zobodat.at [PDF]).
3. ↑  Gisilia bei Fauna Europaea. Abgerufen am 2. Mai 2012
4. 1 2 3 4 5 6  Gisilia Kasy, 1968. Belgian Biodiversity Platform, ehemals im Original (nicht mehr online verfügbar); abgerufen am 2. Mai 2012. (Seite nicht mehr abrufbar. Suche in Webarchiven)  Info: Der Link wurde automatisch als defekt markiert. Bitte prüfe den Link gemäß Anleitung und entferne dann diesen Hinweis.
5. ↑  J. C. Koster (2010): Oder Lepidoptera, family Cosmopterigidae. In: A. van Harten (Hrsg.): Arthropod fauna of the United Arab Emirates. ISBN 9789948156161
6. ↑  C. Gibeaux (1985): Description of new Cosmopterygidae for the science from Fontainebleau forest (Lepidoptera, Cosmopterygidae, Antequerinae). Alexanor 14(4): S. 167–177 Abstract